# 佐藤清一郎 (政治家)
佐藤 清一郎（さとう せいいちろう、1892年（明治25年）7月26日 – 1973年（昭和48年）4月19日）は、大正から昭和期の農業指導者、政治家。参議院議員（1期）。

## 経歴
栃木県河内郡豊郷村（現宇都宮市）出身。1909年（明治42年）栃木県立宇都宮農学校（現栃木県立宇都宮白楊高等学校）を卒業した。
1927年（昭和2年）河内郡農会代議員に就任。その他、1929年（昭和4年）豊郷村会議員に選出され、同村消防組頭も務めた。1937年（昭和12年）満洲国に移り南満洲鉄道嘱託、軍人、官吏となる。
終戦後に帰国し、豊郷村農業会長、同農業協同組合長を務め、1947年（昭和22年）栃木県議会議員に選出され2期在任し、1951年（昭和26年）同議長となった。その他、栃木県農業会理事、同蚕業技術員会会長、同農業共済組合連合会長、同土地改良協会長、同農業振興会協議会長、同定時制教育振興会長などを務めた。
1953年（昭和28年）4月の第3回参議院議員通常選挙に栃木県地方区から自由党公認で出馬して当選し、自由民主党に所属して参議院議員に1期在任した。この間、第2次岸内閣北海道開発政務次官などを務めた。その後、1959年（昭和34年）6月の第5回通常選挙に立候補したが次点で落選した。
政界引退後は栃木県遺族連合会会長として、日本遺族会の活動に取り組んだ。1966年（昭和41年）春の叙勲で勲三等旭日中綬章受章（勲八等からの昇叙）。
1973年（昭和48年）4月19日死去、80歳。死没日をもって従七位から正五位に叙され、銀杯一組を賜った。

## 脚註
1. ↑  『読売年鑑 昭和34年版』426頁。
2. 1 2 3 4 5 6 7 8 9 10 11 12 13  『議会制度百年史 - 貴族院・参議院議員名鑑』316頁。
3. 1 2 3 4 5 6 7 8 9 10 11  『栃木県歴史人物事典』292頁。
4. ↑  『国政選挙総覧 1947-2016』428頁。
5. ↑  『国政選挙総覧 1947-2016』429頁。
6. ↑  『官報』号外第48号2頁 昭和41年4月30日号
7. ↑  『官報』第13897号15-16頁 昭和48年4月23日号